# 이즈미역 (가고시마현)
이즈미역(出水駅, いずみえき 이즈미에키[*])은 일본 가고시마현 이즈미시에 위치한 규슈 여객철도 소속의 철도역이며, 규슈 신칸센, 히사쓰 오렌지 철도의 정차역이다. 규슈 신칸센 가고시마 구간의 첫 번째 역이다.
승강장 구조로는 신칸센 2면 2선, 히사쓰 오렌지 철도 2면 3선의 구조이다.

## 승강장
| 1·2·3 | ■ 히사쓰 오렌지 철도 | (상행) | 미나마타 방면                     |
| 1·2·3 | ■ 히사쓰 오렌지 철도 | (하행) | 센다이 방면                       |
| 11    | 규슈 신칸센          | (상행) | 구마모토 · 하카타 · 신오사카 방면 |
| 12    | 규슈 신칸센          | (하행) | 가고시마 중앙 방면                |

## 인접 역
| 규슈 여객철도 규슈 신칸센               | 규슈 여객철도 규슈 신칸센 | 규슈 여객철도 규슈 신칸센 |
| --------------------------------------- | ------------------------- | ------------------------- |
| 신미나마타 하카타 방면                  | ■ 규슈 신칸센             | 센다이 가고시마 중앙 방면 |
| 히사쓰 오렌지 철도 히사쓰 오렌지 철도선 |                           |                           |
| 미나마타 방면                           | 쾌속 "슈퍼 오렌지"        | 시·종착역                 |
| 시·종착역                               | 쾌속 "오션 라이너 사쓰마" | 다카오노 센다이 방면      |
| 고메노쓰 미나마타 방면                  | 보통                      | 니시이즈미 센다이 방면    |